# Hydrema MCV 910

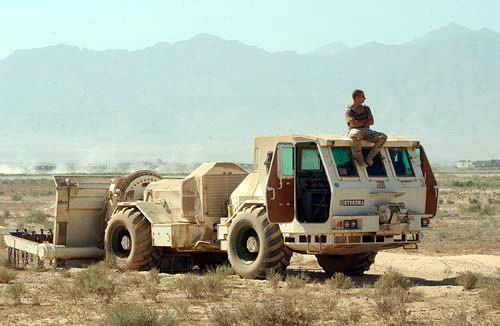
Hydrema MCV 910 в Афганистане

HYDREMA 910 MCV (Mine Clearing Vehicle) — танк-тральщик, предназначенный для обезвреживания установленных и замаскированных противопехотных или противотанковых мин с взрывчатым веществом, весом до 10 килограмм, созданный датской компанией Hydrema. Первые образцы были выпущены в 1997 году.
Тральщик способен обезвредить полосу до 3,5 метров шириной на плотном грунте типа дорог и подъездных путей или на других типах грунта. Обезвреживание производится с помощью вращающихся цепей, которые ударяясь о грунт, подрывают замаскированные в почве мины. В течение процесса разминирования, гидростатическая система ведёт тральщик в направлении противоположном нормальному направлению движения (то есть практически «задним ходом»). Процесс обезвреживания может осуществляться вручную с помощью джойстика или автоматически с помощью продвинутой компьютеризированной системы автопилота.
Hydrema имеет металлический защитный отражатель и тяжелые цепи, которые крутятся на высокой скорости, чтобы раскопать и при контакте уничтожить (взорвать) мины. «Молотилка» состоит из 72 цепей с грузами (хотя, при необходимости возможно использование большего количества цепей), которые могут вращаться в любых направлениях.
Пластина отражателя, сделанная из бронированной стали установлена позади «молотилки». Это обеспечивает чрезвычайно высокую защиту от взрывов и осколков, препятствуя попаданию их в кабину тральщика. Перед началом процесса автоматического обезвреживания, водитель выбирает несколько параметров на мониторе, например, тип грунта, а настройки глубины проникновения цепей и пластины отражателя устанавливаются автоматически.
При установке механизма в рабочее положение, «молотилка» автоматически раскладывается вдоль тральщика, опираясь на него. Эта операция занимает приблизительно две минуты.
Произведенная в Дании, машина была принята на вооружение американскими вооружёнными силами и впервые использована на авиабазе в Баграме (Афганистан) для обезвреживания опасных участков. Там, солдаты 769 инженерного батальона армии США из штата Луизиана стали первыми американцами, которые были обучены управлению и применению Hydrema.
С середины сентября 2003, три танка-тральщика Hydrema были приняты на вооружение на авиабазе в Баграме.
Из-за пыли, которую создаёт Hydrema во время работы, тральщик не может использоваться одновременно с авиационными операциями.
Hydrema использует два отдельных двигателя для работы «молотилки» и передвижения транспортного средства. Машина оборудована пуленепробиваемыми шинами. Hydrema может транспортироваться непосредственно самолётом C-130 Геркулес.